# Европейски път E27
Европейски път Е27 е европейски автомобилен маршрут от категория А, свързващ град Белфор (Франция) и Аоста (Италия). Дължината на маршрута е 328 km.

## Градове, през които минава маршрута
Маршрутът Е27 минава през 3 европейски страни:
- Франция: Белфор – Бермон – Дел —
- Швейцария: Корнол – Муте – Таван – Бил – Лис – Уртенен-Шенбюл – Берн – Веве – Монтрьо – тунел под Голям Сен-Бернар —
- Италия: Аоста

Е27 е свързан със следните маршрути:
- E60
- E25
- E62